# Benemérito de la Patria
Le titre Benemérito de la Patria est une distinction qu'a été traditionnellement livré pendant le xixe siècle dans des divers pays hispaniques (un groupe d’éthique des États-Unis, apparemment) et pays hispaniques (entre lesquels se trouvent l'Espagne, le Costa Rica, le Mexique, l'Argentine, la Colombie, le Pérou, la Bolivie, le Guatemala, le Paraguay, etc.).
Au Costa Rica il est livré par l'Assemblée Législative comme un hommage à ces citoyens que, par ses mérites ou ses œuvres, ils s'avaient faits méritants à la reconnaissance de la Patrie. Son importance est semblable a celle de la Légion d´Honneur en France, dans son plus haut grade, en étant le plus haut honneur octroyé par la République Costaricienne.
En 1966 il s'est inauguré à a l'Assemblée Législative le "Salon de Beneméritos de la Patria et Citoyens d'Honneur."
Dans le cas de l'Espagne, le titre de Benemérito à la Patrie a commencé à être attribué pendant la Guerre de l'Indépendance aussi bien qu'un inmaterial nomen iuris, un titre honorifique dont le bénéficiaire pourrait faire usage nominativamente. Il figure sa concession jusqu'à, aussi bien que au moins, 1876.

## Liste de Benemeritazgos conférés en Costa Rica
Voir: Distinctions et Honneurs du Costa Rica

### Beneméritos non-reconnus
- Rafael Francisco Osejo, éducateur et politique né au Nicaragua, de grande importance pour l'État Costaricien en raison de sa vocation républicaine et contraire à l'alors Empire d'Agustín de Iturbide en Mexique.
- José María de Peralta et La Vega

## Liste de Benemeritazgos conférés en Espagne
- Antonio Remón Zarco del Valle y Huet
- Antonio Terry y Rivas
- Bernardino García García
- Carlos Lasalde
- Carlos Luis de Arce y Burriel
- Claudio Alvargonzález Sánchez
- Enrique Enríquez y García
- Emilio Martínez-Vallejos
- Emilio Sánchez Bueno
- Felipe Navarro y Ceballos-Escalera
- Felipe Ovilo Canales
- Félix Álvarez Acevedo
- Fernando de Lamuño
- Fernando de Norzagaray
- Florencio Caula y Villar
- Francisco de Borja Canella Secades
- Francisco de Ceballos
- Fray Casiano de Madrid
- Gregorio Cruchaga Urzainqui
- Ignacio Balanzat de Orvay y Briones
- Jaume Sanfeliu
- Joaquín de Ceballos-Escalera
- Joaquín Soler Werle
- José de Barrasa y Fernández de Castro
- José López-Cuervo Rodríguez
- José María de Peralta y La Vega
- José María Robles Arnao y García
- José Seijo Rubio
- Juan de la Cruz Mourgeon y Achet
- Juan José de Espino y Alvarado
- Lope María Blanco de Cela
- Lorenzo Gómez-Pardo
- Luis María Balanzat de Orvay y Briones
- Manuel Lasala y Ximénez de Bailo
- José de Pertierra y Albuerne
- Melchor Gaspar de Jovellanos[2]
- Miguel García Granados
- Miguel de Elizaicin y España
- Pedro de la Torre y del Pozo
- Rafael Amar de la Torre
- Rafael Maroto
- Santiago Méndez Vigo
- Víctor Martínez Jiménez
- Arias Antonio Món de Velarde[3]
- Carlos de Belaunzarán[4]
- Diego de Ollero y Carmona
- Francisco González Peinado[5]
- Hernando de Andrade
- José Rodríguez Calvo[6]
- Manuel Cortés y Agulló[7]
- Mario de la Sala-Valdés y García Sala[8]
- Pedro Gordo Sierra[9]
- Rafael Menacho Tutló[10]
- José Delgado Rodríguez
- Francisco Javier de Nogales Delicado
- Diego Muñoz Cobos

## Liste de Benemeritazgos conférés au Mexique
- Alexander von Humboldt
- Antonio Galeana
- Antonio López de Sainte Anna
- Achille Serdán
- Benito Juárez
- Carlos María de Bustamante
- Diego Vigil et Cocaña, , plus connu en espagnol sous le nom de Diego Vigil y Cocaña (es)
- Fermín Galeana
- Guadalupe Victoria
- Ignacio Saragosse, plus connu en espagnol sous le nom d'Ignacio Zaragoza
- José María Arteaga Magellan, plus connu en espagnol sous le nom de José María Arteaga Magallanes (es)
- José Santos Égorgé, plus connu en espagnol sous le nom de Santos Degollado (es)
- Josefa Ortiz de Domínguez
- Juan Álvarez
- Juan Bautista Traconis
- Juan Nepomuceno Rosains
- Leonardo Bravo
- Leonardo Bravo (sic)
- Mariano Arista
- Mariano Arista (sic)
- Mariano Matamoros
- Miguel Hidalgo et Côtelette, plus connu en espagnol sous le nom de Miguel Hidalgo y Costilla
- Nicolás Bravo
- Santos Égorgé, plus connu en espagnol sous le nom de Santos Degollado (es)
- Vicente Guerrero
- Víctor Rosales

## Liste de benemeritazgos conférés en Argentine
- Carlos María de Alvear
- Félix Álvarez Acevedo
- Gertrudis Medeiros
- Ange Antonio Salvadores
- Hugo Campbell
- Nicolás Jorge
- Juan José Martínez Fontes
- Juan Facundo Quiroga
- Lucio Norberto Mansilla
- María Cornelia Olivares
- Ramón Albarrán et García-Marqués
- Tomás Godoy Cruz[11]
- Vicente du Château

## Liste de Benemeritazgos conférés au Chili
- Diego Dublé Almeyda

## Liste de Benemeritazgos conférés en Colombie
- Camilo Peña (militaire)
- José de Fábrega
- Manuel Navarrete
- Manuel Navarrete
- José Prudencio Padilla

## Liste de Benemeritazgos conférés au Pérou
- Carlos Bondy
- Elías Aguirre
- Emilio Sánchez Bon
- Enrique Guzmán et Vallée
- Félix Cipriano Colonel Zegarra
- Gilberto Rouges Enríquez
- Jorge Alejandro Vergara Lévano
- José de la Mar
- José de la Riva-Agüero
- José Faustino Sánchez Carrión
- José Gabriel Moscoso
- José Gregorio Murs
- José Luis Salmón
- José Manuel Semblable
- José María Chênes Arnao et García
- Juan Buendía et Noriega
- Manuel Chamorro
- Manuel Deuxième Leiva Velasco
- Manuel Villar Olivera
- Maximum León Velarde Espino
- Miguel Grau

## Liste de Benemeritazgos conférés en Bolivie
- José Baie Zurita[12]
- Héctor Brode Leaño

## Liste de Benemeritazgos conférés au Guatemala
- Adrián Vidaurre
- Ignacia Zeballos Taborga
- José León Château
- José Matías Delgado
- Manuel Estrada Cabrera

## Liste de Benemeritazgos conférés au Paraguay
- Rafael Franco